# Steve Miller
Steve Miller (Milwaukee, 5 ottobre 1943) è un cantautore e chitarrista statunitense.
Nato a Milwaukee, nel Wisconsin iniziò la sua carriera suonando nei locali il blues e il blues rock. Successivamente la musica di Miller mutò in melodie più dolci, orientate verso il pop, cosa che gli permise di ottenere un maggiore successo a livello mondiale grazie a una serie di singoli e album che pubblicò a cavallo tra la metà degli anni settanta e la prima metà degli anni ottanta.

## Biografia
Steve Miller nacque da George "Sonny" Miller, un patologo, e Bertha, una cantante Jazz. Nel 1950, la famiglia si trasferì a Dallas, Texas. Ricevette le sue prime lezioni di chitarra a soli cinque anni dal leggendario Les Paul, pioniere della chitarra elettrica e a sua volta cantautore. Infatti Les Paul e Mary Ford, sua moglie, erano ospiti usuali in casa Miller. Ancora oggi quando Miller compone, utilizza alcune delle tecniche tramandategli dal vecchio Les Paul.
Mentre frequentava la St. Mark's School of Texas, Miller formò “the Marksmen”, la sua prima band, assieme al compagno di classe Royce Scaggs, meglio conosciuto come Boz. Diplomatosi alla Woodrow Wilson High School a Dallas nel 1961, Miller iniziò a frequentare la University of Wisconsin-Madison, dove formò gli "Ardells", cui successivamente si unì anche Scaggs. Ben Sidran divenne invece il tastierista. Miller aveva soltanto sedici anni quando iniziò a frequentare il college, mostrando un grande interesse per la letteratura. Les Paul incoraggiò il giovane Steve a comporre canzoni coltivando il proprio talento.

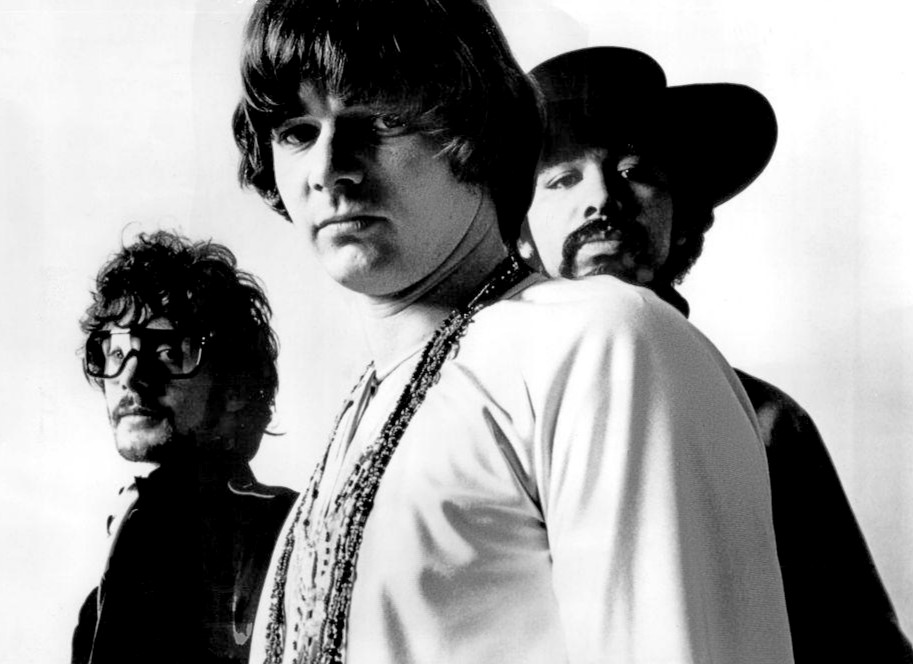
La Steve Miller Band (1969)

Prima di formare la Steve Miller Band, Miller suonò con Barry Goldberg in un gruppo chiamato “The Goldberg-Miller Blues Band”. Formata nel 1965, la band venne lasciata da Miller l'anno seguente dopo solo un singolo. Infine nel 1967, Miller formò la Steve Miller Band, inizialmente chiamata "The Steve Miller Blues Band". Nel 1968 uscì Children of the Future, il primo album, che diede inizio a una serie di dischi del genere “psychedelic blues” (blues psichedelico), che al tempo impazzava nei locali beat e non solo di San Francisco. Al primo disco seguirono Sailor, Brave New World, Your Saving Grace e Number 5. Questi album, benché di ottima fattura, non ottennero il successo sperato.
Una svolta nella carriera della band fu il celebre album The Joker, uscito nel 1973. Composto in uno stile meno orientato verso l'hard-rock e un po' meno ‘enigmatico’ e più semplicistico, l'album ottenne un enorme successo, grazie soprattutto all'omonimo hit, che rimase per lungo tempo in cima alle classifiche americane dei singoli più venduti. Seguirono Fly Like an Eagle nel 1976 e Book of Dreams nel 1977. Questi album segnarono l'inizio della carriera commerciale di Miller ed entrambi raggiunsero le vette delle classifiche americane. Sebbene alcuni critici criticassero Miller, reo di aver smarrito e dimenticato le proprie radici di cantante blues “da locale”, i fan apprezzarono decisamente le ben ritmate melodie e i testi semplici, ma ricchi di poesia delle canzoni di Steve tanto che nel 1977 iniziò un tour della band per gli stadi assieme agli Eagles.
Sull'onda del successo ottenuto, Miller si concesse un periodo di pausa dai concerti e dalle registrazioni, pausa interrotta nel 1981 con l'album Circle of Love, un album ambizioso composto in uno stile totalmente nuovo, che tuttavia ottenne pochissimo successo e moltissime critiche. Così nel 1982 tornò all'amato genere pop, dando vita con la band al nuovo album Abracadabra. Questo fu l'ultimo grande successo commerciale della band di Miller.
Seguirono una serie di collezioni, album live e alcuni infruttuosi tentativi di ricerca di un nuovo, irraggiungibile sound. Dal 1993 Miller si è più o meno ritirato dalla scena, anche se non mancano alcune sue recenti sporadiche apparizioni in show televisivi o in collaborazione con autori, come per esempio con Paul McCartney. Prima dell'inizio del 2007 aveva dichiarato che un nuovo album, chiamato The Truth About The Lies, era in via di realizzazione.
Nella seconda metà del 2010 fondò insieme al tastierista David Hodges gli Arrows to Athens, una band rock and roll il cui primo album, Kings & Thieves, è stato pubblicato nel febbraio del 2011.

## Discografia

### Steve Miller Band
- Children of the Future (maggio 1968)
- Sailor (ottobre 1968)
- Brave New World (giugno 1969)
- Your Saving Grace (novembre 1969)
- Number 5 (novembre 1970)
- Rock Love (settembre 1971)
- Recall the Beginning...A Journey From Eden (marzo 1972)
- Anthology (ottobre 1972)
- The Joker (ottobre 1973)
- Fly Like an Eagle (maggio 1976)
- Book of Dreams (maggio 1977)
- Greatest Hits 1974-78 (1978)
- Circle of Love (ottobre 1981)
- Abracadabra (giugno 1982)
- Live! (1983)
- Italian X-Rays (novembre 1984)
- Living in the 20th Century (novembre 1986)
- Greatest Hits - A Decade of American Music (1976-1986) (1987)
- The Very Best of The Steve Miller Band (1991)
- Wide River (June 1993)
- Young Hearts: Complete Greatest Hits (2003)
- Fly Like an Eagle: 30th Anniversary Edition (2006)
- Bingo! (2010)
- Let Your Hair Down - 2011

### Steve Miller
- Born 2 B Blue (settembre 1988)

### Con Earl Hooker
- Hooker and Steve (1969)

### Con David Hodges
- The Rising (2009)

### Con gli Arrows to Athens
- Kings & Thieves (2011)